# Lista de árvores monumentais da Catalunha
Esta é uma lista de árvores e arvoredos monumentais protegidas e declaradas como património cultural da Catalunha pelo seu valor monumental, histórico ou científico. Legenda e glossário:
- Proteção:
  - AM: árvore monumental (e o ano da declaração)
  - DM: arvoredo monumental
  - PNC: parque nacional
  - PNT: parque natural
  - PNIN: paisagem natural de interesse nacional
  - EIN: espaço de interesse natural
- Dimensões, em metros:
  - Altura total
  - Perímetro ou abóbada de berço a 1,3 m
  - Copa: diâmetro da largura média a nível e perpendicular

Quando trata-se de um conjunto de árvores monumentais, são indicadas as dimensões e a localização das primeiras catalogadas.

## Alt Camp
| Nome                                        | Registo de proteção | Espécie, estado                 | Altura, abóbada de berço, copa | Localização                                                                      | Código             | Imagem |
| ------------------------------------------- | ------------------- | ------------------------------- | ------------------------------ | -------------------------------------------------------------------------------- | ------------------ | ------ |
| Alzina de la Casa Nova de Bonany            | AM 1990             | Quercus ilex subsp. ilex Normal | 13,5 x 3,95 x 22,5             | Querol, Casa Nova de Bonany 41° 23′ 37″ N, 1° 27′ 45″ L                          | MA-01.120.01 ficha |        |
| Xiprers del Palau de l'Abat de Santes Creus | AM prevista         | Cupressus sempervirens Normal   | 18,0 x 3,37 x 9,1              | Aiguamúrcia, Pátio da Câmara Municipal, Santes Creus 41° 20′ 46″ N, 1° 21′ 46″ L | MA-01.001.01 ficha |        |

## Alt Empordà
| Nome                                                          | Registo de proteção          | Espécie, estado                 | Altura, abóbada de berço, copa | Localização                                                                                   | Código             | Imagem |
| ------------------------------------------------------------- | ---------------------------- | ------------------------------- | ------------------------------ | --------------------------------------------------------------------------------------------- | ------------------ | ------ |
| Suro del Mas Perxés                                           | AM 1988                      | Quercus suber Normal            | 16,5 x 4,63 x 19,1             | Agullana, Mas Perxés 42° 23′ 47″ N, 2° 50′ 07″ L                                              | MA-02.001.01 ficha |        |
| Alzines Bessones de Mas Nebot, ou alzines Grosses del Bosquet | AM 1988                      | Quercus ilex subsp. ilex Normal | 18,0 x 3,40 x 24,7             | Vilanant, caminho de Mas Nebot 42° 15′ 02″ N, 2° 52′ 24″ L                                    | MA-02.228.01 ficha |        |
| El Fadrí                                                      | AM 1990                      | Quercus suber Normal            | 15,0 x 4,63 x 17,5             | Agullana, Can Bec de Baix 42° 24′ 13″ N, 2° 49′ 39″ L                                         | MA-02.001.02 ficha |        |
| Plàtana Grossa d'en Massot, ou Plàtan d'en Massot             | AM 1990                      | Platanus × hispanica Normal     | 31,0 x 4,85 x 25,1             | Darnius, El Massot, perto da fonte 42° 21′ 57″ N, 2° 50′ 01″ L                                | MA-02.060.01 ficha |        |
| Arbre de la Llibertat de Llançà                               | AM 1990                      | Platanus × hispanica Normal     | 11,5 x 3,48 x 12,5             | Llançà, Praça Maior 42° 21′ 48″ N, 3° 09′ 07″ L                                               | MA-02.092.01 ficha |        |
| Plàtan de la Plaça de Colera                                  | AM 1990                      | Platanus × hispanica Normal     | 10,0 x 3,32 x 20,3             | Colera, Praça Pi i Margall 42° 24′ 14″ N, 3° 09′ 03″ L                                        | MA-02.054.01 ficha |        |
| El Suratell                                                   | AM 1991                      | Quercus suber Normal            | 18,0 x 4,53 x 20,0             | La Jonquera, Mas Llong, maciço das Salines, Sant Julià dels Tords 42° 25′ 51″ N, 2° 50′ 07″ L | MA-02.086.01 ficha |        |
| Alzina de la Font de Can Massanet                             | AM 1991                      | Quercus ilex subsp. ilex Normal | 18,0 x 3,46 x 23,2             | Vilafant, fonte de Can Massanet 42° 14′ 40″ N, 2° 56′ 06″ L                                   | MA-02.221.01 ficha |        |
| Plàtan de Can Comte                                           | AM 1991                      | Platanus × hispanica Normal     | 26,0 x 4,07 x 26,5             | Capmany, Can Comte 42° 22′ 42″ N, 2° 52′ 35″ L                                                | MA-02.042.01 ficha |        |
| Roure dels Capellans, ou roure de la Font del Bac             | AM 1991 EIN na Alta Garrotxa | Quercus pubescens Normal        | 15,5 x 6,23 x 21,3             | Albanyà, fonte do Bac, Lliurona 42° 16′ 53″ N, 2° 41′ 40″ L                                   | MA-02.003.01 ficha |        |
| La Pubilla                                                    | AM 2000                      | Quercus suber Normal            | 14,0 x 5,27 x 16,0             | Maçanet de Cabrenys, a uns 500 metros a sudeste de Can Vinyes 42° 23′ 21″ N, 2° 46′ 29″ L     | MA-02.102.01 ficha |        |

## Alt Penedès
| Nome                    | Registo de proteção | Espécie, estado                                   | Altura, abóbada de berço, copa | Localização                                                    | Código             | Imagem |
| ----------------------- | ------------------- | ------------------------------------------------- | ------------------------------ | -------------------------------------------------------------- | ------------------ | ------ |
| Roure de Can Codorniu   | AM 1987             | Quercus cerrioides Em deterioração, acabada       | 17,0 x 5,22 x 29,0             | Sant Sadurní d'Anoia, Can Codorniu 41° 26′ 03″ N, 1° 47′ 45″ L | MA-03.240.01 ficha |        |
| Alzina de Can Ros       | AM 1991             | Quercus ilex subsp. ilex Morta em 2001, histórica | 14,5 x 4,35 x 20,3             | Subirats, Can Ros, Els Casots 41° 24′ 04″ N, 1° 48′ 59″ L      | MA-03.273.01 ficha |        |
| Ametller de Can Cervera | AM 1991             | Prunus dulcis                                     | 15,0 x 3,08 x 20,5             | Torrelles de Foix, Can Cervera 41° 23′ 19″ N, 1° 34′ 13″ L     | MA-03.288.01 ficha |        |

## Alt Urgell
| Nome                              | Registo de proteção | Espécie, estado                       | Altura, abóbada de berço, copa | Localização                                                                                    | Código             | Imagem |
| --------------------------------- | ------------------- | ------------------------------------- | ------------------------------ | ---------------------------------------------------------------------------------------------- | ------------------ | ------ |
| Roures dels Vilars de Valldarques | AM 1988             | Quercus faginea subsp. faginea Normal | 26,0 x 4,80 x 12,5             | Coll de Nargó, Els Vilars 42° 25′ 48″ N, 1° 27′ 53″ L                                          | MA-04.077.01 ficha |        |
| Alzinera de Coma Servera          | AM 1988             | Quercus ilex subsp. ballota Normal    | 1,0 x 3,46 x 17,6              | Ribera d'Urgellet, Coma Servera, Montant de Tost 42° 14′ 27″ N, 1° 24′ 17″ L                   | MA-04.185.01 ficha |        |
| Alzina de Can Cotet               | AM 1995             | Quercus ilex subsp. ballota Normal    | 15,0 x 3,35 x 8,50             | Les Valls de Valira, antes da fronteira Caballé, La Farga de Moles 42° 25′ 39″ N, 1° 27′ 40″ L | MA-04.239.01 ficha |        |
| Pins vells de l'Arp               | AM prevista         | Pinus uncinata Normal                 | 18,0 x 5,46 x 13,5             | La Vansa i Fórnols, L'Arp, Sorribes de la Vansa 42° 12′ 01″ N, 1° 30′ 55″ L                    | MA-04.909.01 ficha |        |

## Alta Ribagorça
| Nome                                 | Registo de proteção                                  | Espécie, estado        | Altura, abóbada de berço, copa | Localização                                                                             | Código             | Imagem |
| ------------------------------------ | ---------------------------------------------------- | ---------------------- | ------------------------------ | --------------------------------------------------------------------------------------- | ------------------ | ------ |
| Avet de la Cremada, ou avet de Llacs | AM 1995 PNC em Aigüestortes e Estany de Sant Maurici | Abies alba Normal      | 30,0 x 6,19 x 15,8             | La Vall de Boí, La Cremada, barranco de Llacs 42° 32′ 48″ N, 0° 54′ 56″ L               | MA-05.041.01 ficha |        |
| Avet del Barranc de Morrano          | AM 1995 PNC em Aigüestortes e Estany de Sant Maurici | Abies alba Normal      | 38,0 x 3,98 x 9,0              | La Vall de Boí, barranco de Morrano 42° 32′ 54″ N, 0° 55′ 18″ L                         | MA-05.043.02 ficha |        |
| Grèvols de les Llaveades             | AM 1995 PNC em Aigüestortes e Estany de Sant Maurici | Ilex aquifolium Normal | 5,0 x 0,85 x 6,0               | La Vall de Boí, Les Covetes 42° 33′ 09″ N, 0° 54′ 15″ L                                 | MA-05.044.04 ficha |        |
| Om del Trinquet, ou Om de Vilaller   | AM 1990                                              | Ulmus minor Moribunda  | 15,0 x 3,6 x 14,50             | Vilaller, Carrer del Trinquet 42° 28′ 39″ N, 0° 42′ 58″ L                               | MA-05.245.01 ficha |        |
| Pi de Peixerani                      | AM 1995 PNC em Aigüestortes e Estany de Sant Maurici | Pinus uncinata Normal  | 15,0 x 5,01 x 14,8             | La Vall de Boí, barranco de Peixerani, perto da lagoa Llong 42° 34′ 19″ N, 0° 57′ 20″ L | MA-05.043.03 ficha |        |

## Anoia
| Nome                          | Registo de proteção                        | Espécie, estado                       | Altura, abóbada de berço, copa | Localização                                                       | Código             | Imagem |
| ----------------------------- | ------------------------------------------ | ------------------------------------- | ------------------------------ | ----------------------------------------------------------------- | ------------------ | ------ |
| Roure d'Ancosa                | AM 1990 EIN no Sistema pré-litoral central | Quercus × cerrioides Normal           | 16,0 x 4,48 x 24,8             | La Llacuna, Plana d'Ancosa 41° 26′ 52″ N, 1° 29′ 31″ L            | MA-06.104.01 ficha |        |
| Pi Gros de Can Gallego        | AM 1991 EIN nos Valls de l'Anoia           | Pinus pinea Morta em 2000, com restos | 29,5 x 4,04 x 24,1             | Cabrera d'Anoia, Can Gallego 41° 28′ 34″ N, 1° 44′ 24″ L          | MA-06.028.01 ficha |        |
| Alzina de Can Gol             | AM 2000 EIN em Serra de Miralles-Queralt   | Quercus ilex subsp. ballota Normal    | 12,0 x 4,50 x 17,8             | Sant Martí de Tous, Can Gol 41° 32′ 22″ N, 1° 30′ 45″ L           | MA-06.226.01 ficha |        |
| Pineda de Can Ferrer del Coll | DM 1995 EIN nos Valls de l'Anoia           | Pinus halepensis P. pinea Normal      | 38,0 x 2,88 x 14,8             | Piera, Cal Ferrer del Coll, El Bedorc 41° 30′ 03″ N, 1° 42′ 55″ L | MA-06.161.01 ficha |        |

## Bages
| Nome                                                  | Registo de proteção                      | Espécie, estado                                             | Altura, abóbada de berço, copa | Localização                                                                                      | Código             | Imagem |
| ----------------------------------------------------- | ---------------------------------------- | ----------------------------------------------------------- | ------------------------------ | ------------------------------------------------------------------------------------------------ | ------------------ | ------ |
| Alzina Grossa de Querol, ou Alzina del Mas de Querols | AM 1991                                  | Quercus ilex subsp. ilex Normal                             | 14,5 x 3,65 x 22,8             | Fonollosa, Mas Querols 41° 45′ 34″ N, 1° 40′ 28″ L                                               | MA-07.084.01 ficha |        |
| Lledoner de l'Estació                                 | AM 1991                                  | Celtis australis Em deterioração                            | 19,0 x 3,00 x 20,6             | Rajadell, Estació 41° 43′ 56″ N, 1° 41′ 56″ L                                                    | MA-07.178.01 ficha |        |
| Pi del Rèvol, ou Pi del Palà de Coma                  | AM 1995                                  | Pinus nigra subsp. salzmannii Morta em 1998, restos ex-situ | 35,0 x 2,02 x 7,00             | Cardona, Cal Rovelló, Palà de Coma 41° 55′ 06″ N, 1° 37′ 41″ L                                   | MA-07.047.01 ficha |        |
| Alzina del Mas Pujol                                  | AM 1995 EIN em Serra de Miralles-Queralt | Quercus ilex subsp. ilex Normal                             | 16,0 x 3,20 x 22,3             | Artés, Mas Pujol Nou, entre a ribeira Gabarresa e o Eixo Transversal 41° 48′ 24″ N, 1° 56′ 03″ L | MA-07.010.01 ficha |        |
| Plàtan d'en Gibert                                    | AM 1997                                  | Platanus x hispanica Normal                                 | 33,0 x 4,45 x 26,1             | Monistrol de Montserrat, estrada de Monistrol a Montserrat 41° 36′ 36″ N, 1° 50′ 42″ L           | MA-07.127.01 ficha |        |

## Baix Camp
| Nome                                 | Registo de proteção | Espécie, estado                          | Altura, abóbada de berço, copa | Localização                                                                                     | Código             | Imagem |
| ------------------------------------ | ------------------- | ---------------------------------------- | ------------------------------ | ----------------------------------------------------------------------------------------------- | ------------------ | ------ |
| Alzina del Mas de Borbó              | AM 1988             | Quercus ilex subsp. ilex Normal          | 11,0 x 6,45 x 24,5             | L'Aleixar, Mas de Borbó 41° 12′ 55″ N, 1° 04′ 36″ L                                             | MA-08.007.01 ficha |        |
| Pi de les Planes, ou Pi de l'Aleixar | AM 1990             | Pinus pinea Normal                       | 19,5 x 4,55 x 27,6             | L'Aleixar, estrada dos Planes 41° 12′ 39″ N, 1° 02′ 46″ L                                       | MA-08.007.02 ficha |        |
| Perelloner del Cisterer              | AM 1991             | Pyrus spinosa Normal                     | 10,5 x 1,97 x 16,0             | Prades, Cap del Plans, no lado direito da estrada que vai de Prades 41° 17′ 48″ N, 0° 59′ 18″ L | MA-08.116.01 ficha |        |
| Pi de Bofarull                       | AM 1991             | Pinus pinea Normal                       | 20,5 x 4,28 x 21,4             | Reus, estrada do aeroporto 41° 08′ 40″ N, 1° 08′ 40″ L                                          | MA-08.123.01 ficha |        |
| Pi del Boter                         | AM 1997             | Pinus pinea Morta em 2001, sem os restos | 22,0 x 4,35 x 26,3             | Riudoms, Alqueria, Mas del Boter 41° 08′ 20″ N, 1° 01′ 22″ L                                    | MA-08.129.01 ficha |        |
| Alzina de la Viuda                   | AM prevista         | Quercus ilex Normal                      | 16,0 x 4,53 x 23,3             | Vandellòs i l'Hospitalet de l'Infant, Les Alzines, Remullà 41° 01′ 58″ N, 0° 49′ 29″ L          | MA-08.162.01 ficha |        |
| Cedre Borni (de Casa Malla)          | AM prevista         | Cedrus sp. Normal                        | 21,0 x 3,93 x 22,6             | Vinyols i els Arcs, Casa Malla, Vinyols 41° 06′ 55″ N, 1° 02′ 18″ L                             | MA-08.178.01 ficha |        |